# Fujieda Soccer Stadium
Das Fujieda Soccer Stadium (jap. 藤枝総合運動公園サッカー場) ist ein Fußballstadion in der japanischen Stadt Fujieda, Präfektur Shizuoka. Es ist die 2002 eröffnete Heimspielstätte des Fußballvereins Fujieda MYFC, der momentan in der J2 League, der zweithöchsten Liga des Landes, spielt. Das Stadion bietet ein Fassungsvermögen von 13.000 Personen.
2002 wurde die Anlage von der senegalesischen Nationalmannschaft als Trainingsplatz für die Weltmeisterschaft genutzt.